# Maurice Onkelinx
Maurice Joseph Onkelinx (Jeuk, 12 maart 1905-onbekend) was fabrieksarbeider, kroegbaas, lokaal politicus en cinema-uitbater.

## Politiek
In 1938 werd Onkelinx via een neutrale lijst gekozen tot gemeenteraadslid van Jeuk en zetelde er in de oppositie. In 1941 werd hij tijdens de Duitse bezetting door secretaris-generaal Gérard Romsée benoemd tot schepen en in 1943 aangesteld als dienstdoende burgemeester.
Na de bevrijding werd hij gearresteerd op beschuldiging van betrekkingen met de vijand en werd zijn vrouw, Simone Princen, kaal geschoren. In november 1944 kwam hij in de gevangenis van Hasselt terecht, vandaar ging hij naar het interneringskamp in Zwartberg. Op 4 juni 1945 werd hij gesanctioneerd door de bestendige deputatie en verloor hij zijn politieke en burgerrechten. De beschuldigingen luidden dat hij lid was van het VNV en het schepen- en burgemeestersambt had aanvaard zonder overleg met zijn collega's. Op 12 oktober 1950 oordeelde de burgerlijke rechtbank in Hasselt dat er geen redenen waren om Onkelinx te ontzetten uit zijn rechten en werden zij hersteld.
Het gezin verhuisde naar Ougrée en Onkelinx en een paar van zijn zoons werden fabrieksarbeider bij de hoogovens Ougrée-Marihaye. In 1953 opende hij een kroeg rechtover de fabrieksingang, onder de naam Hauts-Fourneaux - Hoogovens.

## Familie
Onkelinx is de vader van onder meer Gaston Onkelinx, die in het Luikse actief was in de Belgische politiek. Ook is hij de grootvader van Laurette Onkelinx, die van 1999 tot 2014 federaal minister en vicepremier was, en van Alain Onkelinx die in 2005 in het Waals Parlement zitting nam.